# Lightwave
Lightwave est un groupe de musique électronique français. Fondé en 1984 par Serge Leroy, le groupe poursuit son travail musical à travers différents projets et collaborations.

## Biographie
Lightwave est initialement formé en 1984 par Serge Leroy, Laurent Bozec et Christian Jacob (plus tard, Wittman), reconstitué depuis 1988 autour du duo Christoph Harbonnier et Christian Wittman. Grâce à une approche ludique et intuitive des anciennes et nouvelles lutheries électroniques, des matières sonores, Lightwave explore des mondes poétiques et sensuels, joue avec les sons comme avec des couleurs, des formes, des objets concrets ou des dimensions spatiales.
Le premier album de Lightwave sort en 1990 sous le titre Nachtmusik pour le label allemand Erdenklang. En 1993, c'est au tour de l'album Tycho Brahe avec l'aide du violoniste Jacques Deregnaucourt, Hector Zazou et Paul Haslinger membre de Tangerine Dream. L'album, dédié à l'astronome danois du même nom, est un mélange innovant de musique planante et d'ambient.
En 1995, Mundus Subterraneus, un album de ce qui est considéré comme leur magnum opus, est publié par Hearts of Space Records. Le groupe, désormais un quatuor, s'est inspiré d'Athanasius Kircher, un philosophe du XVIIe siècle, pour créer un guide de voyage dans les entrailles du Vésuve. L'album est une succession de sons qui évoquent des cauchemars terrifiants, voyage symbolique dans les entrailles de la Terre, mais représente collectivement un voyage dans l'inconscient humain.
Le duo Wittman et Harbonnier poursuit le travail entamé avec les recherches sonores de Mundus Subterraneus dans les albums suivants : In der Unterwelt (1996), composé d'une seule suite de 20 minutes, publié par Plan Sonores ; Cantus Umbrarum (1999), enregistré dans les Grottes de Choranche dans le Vercors (France) à l'occasion du festival Rugissants de Grenoble, et Caryotype (2001) composé d'une suite en onze mouvements.
Au fil de huit albums, Lightwave a su aussi captiver de larges publics, dans des concerts évènements ou sous la forme d’installations et de créations sonores spectaculaires dans des sites industriels, géologiques et historiques (Gazomètre géant d'Oberhausen, en Allemagne, la grande coupole Bischoffsheim de l'Observatoire de Nice, la Nuit Blanche 2006 à Paris à la piscine Simone de Beauvoir. Le groupe a réalisé deux albums sur le label Signatures de Radio France: Caryotype (2001) et Bleue comme une orange (2004)
Lightwave compte de nombreuses collaborations notamment avec des artistes comme Hector Zazou (Les Nouvelles polyphonies corses, Chansons des mers froides, Sahara Blue...), Michel Redolfi, Jon Hassell, et Paul Haslinger (Tangerine Dream).

## Style musical
Le style musical du groupe s’apparente à une suite d’aventures et d’architectures sonores, évoluant librement entre le concept et l’imagination, entre la géométrie et le labyrinthe. plongeant l’auditeur dans un film dont il invente le scénario et les images. Sur scène comme en studio, Lightwave privilégie le live électronique et le mélange d'instruments acoustiques, par un jeu direct, une composition qui se bâtit dans l’écoute et l’échange comme un trio de jazz ou un quatuor à cordes.
Lightwave a utilisé des synthétiseurs analogiques tels que le Polymoog, l'Oberheim ou le RSF Polykobol.

## Discographie

### Albums studio
- 1990 : Nachtmusik
- 1993 : Tycho Brahé (Hearts of Space)
- 1994 : Tycho Brahé (Horizon Music, réédition américaine)
- 1994 : Mundus Subterraneus (Hearts of Space)
- 1996 : In der Unterwelt (Plans Sonores, réédition sur Bandcamp[9])
- 1996 : Uranography (MSI, réédition sur Bandcamp[10])
- 1999 : Cantus Umbrarum (Horizon Music)
- 2001 : Caryotype (Signature, Radio-France, France Musiques)
- 2004 : Bleue comme une orange (Signature, Radio-France, France Musiques)
- 2006 : Mundus Subterraneus (Horizon Music, réédition américaine)

### Auto-productions
- Modular Experiment (cassette auto-produite)
- Cités analogues (cassette auto-produite)
- Ici et maintenant (extraits du concert à la radio, cassette auto-produite)
- Musique provisoire (cassette auto-produite)
- Structure Trilogy (base musicale du concert Electronic Waves) (cassette auto-produite)
- Made to Measure (cassette auto-produite)
- A Collection (CD auto-produit)

#### Albums solos
• 2022: Christian Wittman, Slow Motion
• 2022: Christian Wittman, Aerial View
• 2022: Christian Wittman, Music for Cathedrals
• 2022: Christian Wittman, Alien Landscapes
• 2022: Christian Wittman: Procession
• 2022: Christian Wittman, A Strange Light
• 2022: Christian Wittman, Afterthoughts
• 2022: Christian Wittman, Ascent

### Collaborations
- 1991 : Les Nouvelles Polyphonies Corses (Herctor Zazou, Phonogram)
- 1992 : Sahara Blue (Herctor Zazou, Crammed Disc)
- 1995 : Chansons des Mers Froides (Herctor Zazou, Columbia Sony)
- 2007 : No Vacancy (Paul Haslinger, SoundTrack, Temps Perdu, Commotion)

### Compilations
- 1991 : Nunc Music (TakDisc)
- 1992 : From here to Tranquility (Silent Records)
- 1992 : Magic Age II (Erdenklang)
- 1998 : Infinite Horizon (Horizon Music)
- 2006 : Cryosphere (Glacial Movements)